# 1974 في الأردن
فيما يلي قوائم الأحداث التي وقعت خلال عام 1974 في الأردن.